# Gelasma coerulea
Gelasma coerulea är en fjärilsart som beskrevs av W. Warren 1903. Gelasma coerulea ingår i släktet Gelasma och familjen mätare. Inga underarter finns listade i Catalogue of Life.